# Ka' De li' østers?
Ka' De li' østers? er en dansk krimiserie i 6 afsnit, der blev produceret af ASA Film for DR og sendt første gang i september 1967. Serien er skrevet af Leif Panduro og Bent Christensen instrueret af Ebbe Langberg. 
Serien blev bl.a. eksporteret til Norge, Sverige og DDR, hvor den blev sendt i 1977 som Mögen Sie Austern?
I 2006 blev serien udgivet på dvd.
I november–december 2009 begyndte DR at genudsende serien på den nye digitale kultur- og historie-kanal DR K og lagde den samtidig ud på DR Bonanza.
Den blev udsendt  i en finsk version fra 1969 med titlen Pidättekö ostereista?. 

## Medvirkende
- Pouel Kern
- Erik Paaske
- Bjørn Watt Boolsen
- John Wittig
- Lise Ringheim
- Karin Nellemose
- Birgitte Price
- Lars Lunøe
- Jørgen Buckhøj
- Erling Schroeder
- Claus Nissen
- Gunnar Strømvad
- Per Gundmann
- Flemming Dyjak
- Helge Scheuer
- Søren Rode
- Bent Bertramsen
- Bendix Madsen
- Rita Angela
- Caja Heimann
- Lone Lindorff
- John Larsen
- Jørgen Bidstrup

## Handling
Serien følger to betjentes forsøg på at opklare et mord. 
Regnskabschef Brydesen får sammen med sin forlovede færten af industrispionage i firmaet og begynder med pengeafpresning. Brydesens mor (enke efter en værnemager) elsker sin søn så højt, at hun dræber hans forlovede for at få ham for sig selv igen. Da sønnen opdager sammenhængen, dræber hun også ham. Titlen spiller på fundet af østersskaller i affaldsposen hos Brydesens forlovede.